# Sự cố đập giày

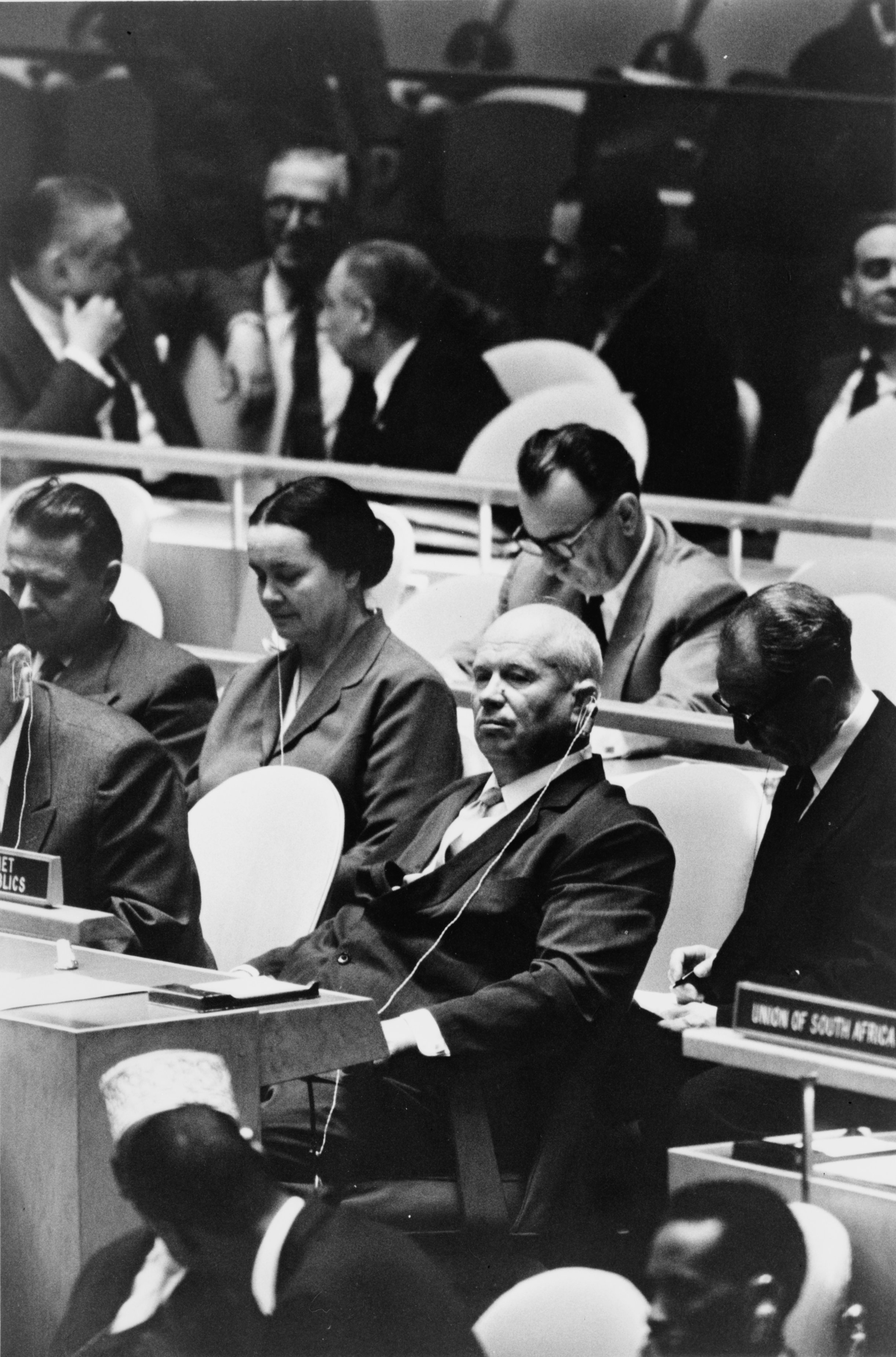
Khrushchev tại cuộc họp của Đại Hội đồng Liên Hợp Quốc vào ngày 22 tháng 9, ba tuần trước khi vụ việc xảy ra

Sự cố đập giày xảy ra khi Nikita Khrushchev, Bí thư thứ nhất Ban Chấp hành Trung ương Đảng Cộng sản Liên Xô, đập giày lên bàn đại biểu để phản đối bài phát biểu của đại biểu Philippines Lorenzo Sumulong, trong Phiên họp toàn thể lần thứ 902 Đại Hội đồng Liên Hợp Quốc ở Thành phố New York diễn ra vào ngày 12 tháng 10 năm 1960.
Năm 2003, học giả người Mỹ William Taubman kể lại rằng ông đã phỏng vấn một số nhân chứng, và họ nói rằng Khrushchev chỉ khua giày chứ không đập nó. Ông cũng ghi nhận không có bức ảnh hoặc video nào về vụ đập giày được tìm thấy. Tuy nhiên, trong cuốn tiểu sử về Khrushchev, ông lại thừa nhận đã đập giày. Có ít nhất một bức ảnh giả, trong đó một chiếc giày đã được thêm vào bức ảnh gốc.

## Diễn biến

Hình ảnh giả thường được sử dụng về Khrushchev đang vung giày (ảnh trên), và bức ảnh gốc chụp tại Đại Hội đồng Liên Hợp Quốc, ngày 10 tháng 10 năm 1960, trong kho lưu trữ AP (ảnh dưới)

Ngày 12 tháng 10 năm 1960, trưởng phái đoàn Philippines Lorenzo Sumulong đề cập đến việc "các dân tộc Đông Âu và những nơi khác đã bị tước đoạt quyền tự do dân sự và chính trị, và [có thể nói là] đã bị Liên Xô nuốt chửng". Khi nghe điều này, Khrushchev nhanh chóng bước lên bục phát biểu. Trên đường đi, ông đã ra động tác gạt Sumulong, lúc này đang đi xuống từ bục, sang một bên bằng cách đưa tay phải lên mà không chạm vào đối phương, rồi ông đứng trước bục, bắt đầu cất giọng tố cáo Sumulong. Khrushchev gọi Sumulong là "một tên khốn, một tên bù nhìn và một tay sai", đồng thời là một "kẻ nịnh hót của chủ nghĩa đế quốc Mỹ" và yêu cầu Chủ tịch Đại Hội đồng Frederick Boland (Ireland) ra lệnh đối với đại biểu Philippines. Boland cảnh báo Sumulong "tránh sa vào một cuộc tranh cãi chắc chắn sẽ gây căng thẳng quan hệ hơn", nhưng vẫn cho phép ông tiếp tục nói và đuổi Khrushchev trở lại chỗ ngồi của mình.
Theo một số nguồn tin, Khrushchev đã đập tay xuống bàn để phản đối khi Sumulong tiếp tục nói và có lúc đã nhặt chiếc giày của mình lên rồi đập nó vào bàn. Một số nguồn tin khác tường thuật một trình tự sự kiện khác: Khrushchev đầu tiên đập giày rồi lên bục để phản đối. Bài phát biểu của Sumulong lại bị gián đoạn. Thứ trưởng Ngoại giao Românian Eduard Mezincescu, một thành viên của Khối phía Đông, đã giận dữ tố cáo Sumulong, rồi sau đó chuyển sự tức giận sang Boland. Hành vi khiêu khích, xúc phạm và phớt lờ Chủ tịch Đại Hội đồng của Mezincescu cuối cùng dẫn đến việc micro của ông bị tắt. Điều này đã kéo tới một loạt tiếng la hét và chế nhạo từ các phái đoàn Khối phía Đông. Khung cảnh hỗn loạn cuối cùng cũng kết thúc khi Boland, với mặt đỏ bừng vì thất vọng, đột ngột tuyên bố hoãn cuộc họp và đập mạnh chiếc búa của mình, được gọi là Búa Thor (Thor's gavel), mạnh đến mức làm gãy nó, khiến cái đầu búa bay tung. Khi quan sát vụ đập giày, Thủ tướng Anh Harold Macmillan được cho là đã châm biếm "Chúng tôi có thể vui lòng có bản dịch chính thức về việc này không?" ("Could we please have an official translation of this?").
Vụ việc này đã được một số tờ báo đưa tin vào thời điểm đó, trong đó có The New York Times, The Washington Post, The Guardian, The Times và Le Monde. The New York Times có một bức ảnh chụp Khrushchev và Andrei Gromyko, với một chiếc giày trên bàn làm việc của Khrushchev.

## Sau vụ việc

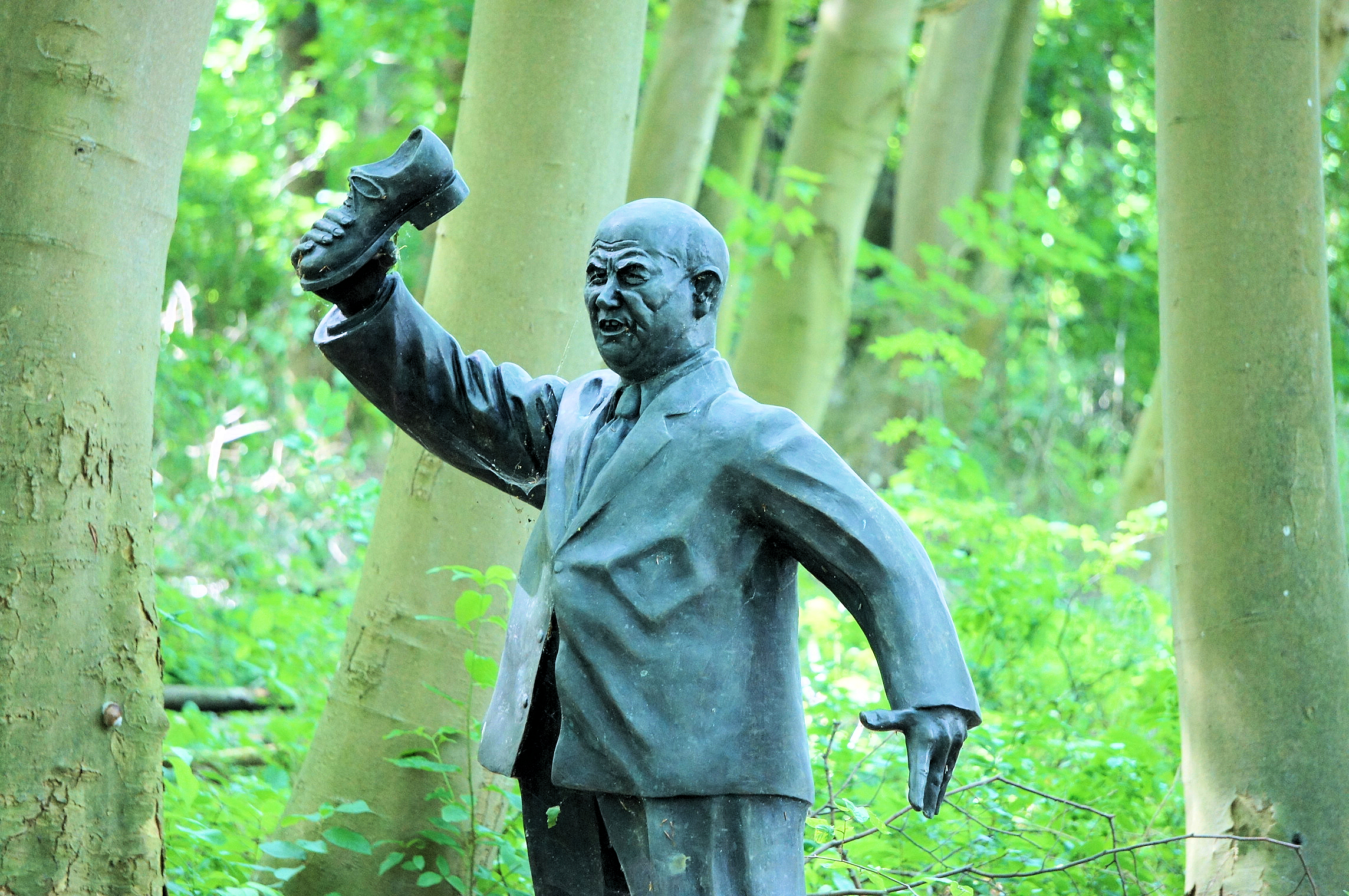
Tác phẩm điêu khắc về vụ việc ở Mecklenburg-Vorpommern, Đức

Khrushchev đã tỏ ra rất phấn khởi với sự việc này, nhưng các thành viên của các phái đoàn Khối phía Đông khác tại Liên Hợp Quốc lại tỏ ra xấu hổ hoặc không hài lòng. Khrushchev bị cách chức lãnh đạo vào năm 1964 và đã bị chỉ trích vì vụ việc này: "ông ta vẫn coi sự việc đáng xấu hổ đó như là một hành động dũng cảm".
Năm 1961, nhà triết học chủ nghĩa Marx Frantz Fanon nhận xét: "Khi ông Khrushchev khua giày tại Liên Hợp Quốc và đập nó lên bàn, không một người dân thuộc địa hay đại biểu nào cười. Bởi vì, Khrushchev đang cho họ thấy cách mà ông, một tá điền vác tên lửa, chỉ trích những tên tư bản xấu xa đáng bị lên án."
Khrushchev đề cập đến vụ đập giày trong hồi ký của mình, viết rằng ông đang lên tiếng phản đối mạnh mẽ chế độ Franco ở Tây Ban Nha. Một đại diện của Tây Ban Nha lên phát biểu, và sau bài khi phát biểu xong, các đại diện của các quốc gia xã hội chủ nghĩa đã ồn ào phản đối. Khrushchev viết: "Nhớ lại những báo cáo mà tôi đã đọc về các phiên họp của Duma Quốc gia ở Nga, tôi quyết định tăng thêm chút nhiệt. Tôi cởi giày và đập nó lên bàn để cuộc phản đối của chúng tôi to hơn." Chú thích cuối trang của văn bản này nói rằng hồi ức của Khrushchev là sai lầm. Ngày 3 tháng 10 năm 1960, The Times đưa tin rằng Khrushchev đã phát động một "cuộc tấn công giận dữ" chống lại Franco vào ngày 1 tháng 10, và bài báo không đề cập đến vụ đập giày.
Chắt gái của Khrushchev, Nina L. Khrushcheva, viết rằng sau nhiều năm im lặng xấu hổ, gia đình bà đã tường thuật lại hồi ức của họ về sự kiện này. Theo Nina, Khrushchev đang đi một đôi giày mới và chật nên đã cởi chúng ra khi đang ngồi. Ông bắt đầu dùng nắm đấm đập xuống bàn trong lúc phản ứng giận dữ, và đồng hồ của ông rơi ra. Khi ông đang nhặt nó lên, đôi giày trống rỗng lọt vào mắt ông và ông nhân cơ hội nhặt một chiếc lên và đập nó xuống bàn. Cô cũng cho biết rằng nhiều phiên bản của vụ việc đã được lưu truyền với nhiều thời điểm diễn ra khác nhau.
Lời kể của Nina rất giống với lời kể của Viktor Sukhodrev, thông dịch viên lâu năm của Khrushchev, người đã ngồi cùng ông trong suốt phiên họp. Viktor báo cáo rằng sếp của anh đã đập mạnh vào bàn đại biểu đến nỗi đồng hồ của ông ngừng hoạt động. Điều này chỉ khiến ông thêm tức giận và chuyển sự chú ý tới chiếc giày.
Sergei Khrushchev (con trai Nikita) cho biết ông không tìm thấy bất kỳ hình ảnh hoặc video bằng chứng nào về vụ việc. Cả NBC và CBC đều tiến hành tìm kiếm trong kho lưu trữ của họ nhưng không thể tìm thấy đoạn băng ghi lại sự kiện này.
Theo ý kiến của Sergei, rất khó tồn tại khả năng Nikita Khrushchev cố tình cởi giày của mình. Có rất ít không gian dưới bàn làm việc, mà nhà lãnh đạo Liên Xô lại "hơi béo" nên không thể chạm tới chân. Vấn đề cụ thể này đã được một cựu nhân viên Liên Hợp Quốc làm sáng tỏ vào năm 2002, khi người này nói rằng Khrushchev không tự ý tháo giày ở bàn làm việc của mình, mà vốn trước đó đã làm mất nó sau khi bị một nhà báo giẫm phải. Nhân viên LHQ sau đó lấy chiếc giày, gói vào khăn ăn rồi đưa lại cho Khrushchev. Nhưng ông không thể mang nó lại và phải để nó trên sàn cạnh bàn làm việc của mình. Nhân viên này cũng xác nhận rằng cô đã nhìn thấy ông sau đó đập chiếc giày xuống bàn, do đó tăng độ tin cậy của các báo cáo của Nina Khrushcheva và Viktor Sukhodrev.
Theo nhà báo người Đức Walter Henkels, một nhà sản xuất giày ở Pirmasens cho biết ông đã nhìn thấy hình ảnh chiếc giày trên một tờ báo và nhận ra nó là của công ty ông. Bộ Kinh tế Liên bang giải thích Tây Đức đã xuất khẩu 30.000 đôi giày sang Liên Xô. Trong số đó có 2.000 đôi giày đế thấp loại tốt, và một trong số đó có thể đã đến tay Khrushchev.